# Suregada humbertii
Suregada humbertii är en törelväxtart som först beskrevs av Jacques Désiré Leandri, och fick sitt nu gällande namn av Radcl.-sm.. Suregada humbertii ingår i släktet Suregada och familjen törelväxter. Inga underarter finns listade i Catalogue of Life.